# Argenton-Château
Argenton-Château ist eine ehemalige Gemeinde im französischen Département Deux-Sèvres. Sie fusionierte mit Wirkung vom 1. September 2006 mit den bisherigen Gemeinden Boësse und Sanzay zur Gemeinde Argenton-les-Vallées. Diese wurde per 1. Januar 2016 mit Le Breuil-sous-Argenton, La Chapelle-Gaudin, La Coudre, Moutiers-sous-Argenton und Ulcot zur Commune nouvelle Argentonnay zusammengelegt.

## Bevölkerungsentwicklung
| Jahr      | 1962 | 1968 | 1975 | 1982 | 1990 | 1999 |
| --------- | ---- | ---- | ---- | ---- | ---- | ---- |
| Einwohner | 981  | 1097 | 1138 | 1107 | 1078 | 1038 |